# Mordovian Ornament
Mordovian Ornament è una gara di pattinaggio di figura organizzata durante la stagione 2015-2016 a Saransk, in Russia dalla Federazione di Pattinaggio di Figura Russa. Ha fatto parte del circuito ISU Challenger Series. Comprende gare a livello senior nei singoli, sia maschili che femminili, nella coppia e nella danza su ghiaccio.

## Albo d'oro
CS: ISU Challenger Series

### Singolo maschile
| Anno    | Oro          | Argento        | Bronzo              |
| 2015 CS | Maxim Kovtun | Daniel Samohin | Moris Qvitelashvili |

### Singolo femminile
| Anno    | Oro             | Argento           | Bronzo          |
| 2015 CS | Anna Pogorilaya | Adelina Sotnikova | Maria Artemieva |

### Coppie
| Anno    | Oro                               | Argento                             | Bronzo                         |
| 2015 CS | Yuko Kavaguti / Aleksandr Smirnov | Natalja Zabijako / Alexander Enbert | Goda Butkute / Nikita Ermolaev |

### Danza su ghiaccio
| Anno    | Oro                               | Argento                          | Bronzo                              |
| 2015 CS | Elena Ilinykh / Ruslan Zhiganshin | Isabella Tobias / Ilia Tkachenko | Natalia Kaliszek / Maksym Spodyriev |